# Нікель
Нікель (англ. nickel, нім. Nickel n) — хімічний елемент, метал сріблясто-білого кольору, дуже твердий, добре полірується, притягується магнітом.

## Загальна характеристика
| 28       | Нікель |
| Ni58,693 |        |
| 3d84s2   |        |

Символ Ni, атомний номер 28; атомна маса 58,70. Густина 8,9; температура плавлення 1455 °C; температура кипіння 2900 °C. Утворює тверді розчини з Fe, Со, Mn, Cu, Pt, Au, Pd, Cr та ін. Кларк в земній корі 5,8·10-3 %. Електронна конфігурація — [Ar] 3d8 4s2.
Природний нікель складається з суміші п'яти стабільних ізотопів: 58Ni (68,27 %), 60Ni (26,10 %), 61Ni (1,13 %), 62Ni (3,59 %) і 64Ni (0,91 %).

## Історія
Мінерал нікелін (NiAs, ніколіт, нікелевий червоний купфернікель) відомий з XVII століття. Вперше нікель виділений шведським хіміком Акселем Кронштедтом 1751 року. 1804 року німецький хімік Ієремія Ріхтер отримав чистіший метал.

## Походження назви
Назва походить від імені злого карлика Нікеля, який підсовував гірникам Саксонії замість якісної мідної руди схожу на неї речовину, але з якої не можна було виготувати ні мідь, ні взагалі хоч якийсь метал. Зіпсований метал шахтарі називали «купфернікель», тобто нікелева мідь, що використовувалось як лайливе слово, ніби як «чортова мідь».
Така руда дійсно була «купфернікель» — мідно-нікелева, бо в природі нікель зустрічається лише в руді і лише у поєднанні з іншими металами, наприклад, з арсеном. Виплавка з такої руди була небезпечна для життя.
На ім'я гнома-хулігана Кронштедт назвав відкритий ним елемент. «Купфернікель — руда, котра містить найбільшу кількість цього металу», — писав відкривач.

## Поширення
В природі існує у вигляді різних оксидів, сульфідів, силікатів і належить до стратегічних корисних копалин.
Зустрічається у вулканічних породах і як вільний метал, іноді в уламках залізонікелевих метеоритів. Є компонентою Земного ядра, яке складається переважно із заліза з домішками нікелю.
Кларк в земній корі 5,8·10-3 %.
Відомо понад 100 мінералів нікелю, головні з яких: мілерит, полідиміт, пентландит, ваесит, нікелін, уілемсеїт, непуїт, анаберґіт.

## Фізичні і хімічні властивості
Має високу температуру плавлення, низькі електро- і теплопровідність, може намагнічуватися. Пластичний і ковкий. Корозійно стійкий в атмосфері, воді, лугах і деяких кислотах. Нікель інтенсивно поглинає гази. При плавці й гарячій обробці розчинені гази викликають крихкість.

## Отримання
Нікель отримують з нікелевих, мідно-нікелевих, кобальт-нікелевих руд.
Для отримання нікелю-сирцю його відділяють від міді за допомогою Na2S- з утворенням розчинного подвійного NaCuS2. Осад, що залишився (сульфід нікелю (II)) прожарюють з утворенням оксиду нікелю (II). Далі, нікель з оксиду відновлюють коксом.
Для отримання чистого нікелю (99,9 %) його рафінують електролізом.
Для отримання чистішого за 99,9 % нікелю використовують Монд-процес, названий за іменем Людвіга Монда (німецько-англійського хіміка) який відкрив карбоніл нікелю у 1890 році. Суть процесу в тому, що порошок нікелю-сирцю при 80 °C та атмосфері моноксиду вуглецю утворює газоподібний Ni(CO)4 і який при 180 °C розкладається. При цьому утворюється дуже чистий нікель.
Ni(тв) + 4CO(г) ⇆ Ni(CO)4(г)

## Застосування
Його важливість пояснюється різноманітними унікальними властивостями металу: додавання нікелю в сплави збільшує їх міцність, зносостійкість, корозійну стійкість, підвищує тепло- і електропровідність, поліпшує магнітні і каталітичні властивості. Завдяки високій хімічній, термічній і механічній стійкості застосовується в металургії (80 % загальної кількості) для виготовлення нержавіючої сталі, в реактивній авіації, ракетобудуванні, атомній, радіоелектронній, енергетичній, хімічній і харчовій промисловості. Переважну частину нікелю використовують для отримання легованих сталей і сплавів (з Fe, Cr, Cu і т. д.).
Не тьмяніє, тому його використовують у сплавах (зокрема з низьким температурним коефіцієнтом лінійного розширення — інвар, ковар та ін.), гальванопокриттях і для карбування монет. Застосовують також для захисних прикриттів, лужних акумуляторів тощо. Застосовується у виробництві магнітів, нержавіючої сталі, кераміки, емалей, скла, чорнил, фарб, ювелірних виробів, монет, жароміцних, корозійностійких, магнітних сплавів, для виготовлення хімапаратури і як каталізатор хімічних процесів.
Залежно від чистоти випускають таких марок: Н0, Н1, Н2, Н3 і Н4.

## Біологічна роль

### В організмі людини
Входить в структуру деяких білків, ДНК, РНК, проте прояви його дефіциту в організмі людини не описані. При надлишковому надходженні в організм людини проявляє токсичну і канцерогенну дії. Нормальний вміст нікелю при аналізі волосся — до 2 мкг/г, нігтів — до 3 мкг/г. При надлишковому надходженні в організм внаслідок побутових або виробничих факторів спостерігається підвищена кількість нікелю при аналізі волосся і нігтів. У 10–15 % населення Землі спостерігається алергія на нікель.